# Террі Савчук
Террі або Тарас Савчук (англ. Terry Sawchuk), повне ім'я Те́рренс Го́рдон Са́вчук (англ. Terrance Gordon Sawchuk; 28 грудня 1929, Вінніпег, Манітоба, Канада — 31 травня 1970, Нью-Йорк, США) — канадський хокеїст українського походження, воротар. Провів 21 сезон у Національній хокейній лізі (14 — за «Детройт Ред-Вінгс», 3 — у «Торонто Мейпл-Ліфс», 2 — у «Бостон Брюїнс», по сезону за «Лос-Анджелес Кінгс» і «Нью-Йорк Рейнджерс»). Найкращий воротар НХЛ 1952, 1953, 1955, 1965.
Людина 600-т шрамів; став легендою хокею, його по праву називають «Воротарем № 1 світового хокею».
Прізвисько «Юкі» (Ukey) отримав через українське походження.

## Дитинство
Терренс Гордон Савчук був третім сином українського емігрантського подружжя Луї та Анни (до шлюбу Масляк) Савчуків, що проживали у робітничому передмісті Вінніпега. Його хрещено Тарасом, але в документах про народження записано по-простому — Террі.
Пройшов усі «принади» того часу. Спорт став віддушиною для Тараса і робітничої сім'ї. До занять хокеєм його залучив брат Микола (Майк), який почав успішно виступати за місцеву спортивну команду. Проте показовою стала ситуація, коли 12-річний юнак, знаючи важку фінансову ситуацію юнацького спортивного клубу, приніс до клубу хокейні воротарські обладунки старшого брата, Майка, — і в 14 років у них грав та не розлучався з ними майже все своє життя.

## Початок кар'єри
1940-ті роки були насправді важкими для робітничої сім'ї Савчуків, батько якої працював на будівництві, тому сини прилучалися до роботи. Террі у своїх 14 років працював в одній з пекарень Вінніпегу. Його, як і всю тодішню молодь з робітничого класу, до спортивного руху спонукували і скрутні часи, і виснажлива праця. Хоч Террі подобалися різні види спорту, проте в нього найбільш вдавалася гра в хокей, в канадське регбі та бейсбол. Та невдовзі він, через прикру травму руки в регбійному матчі, обмежив свою участь в спортивних іграх. Його батькам, після втрати двох синів, стало спокійніше.
Самі кліматичні умови сприяли чергуванню хокею та бейсболу у житті Террі. Тренування на хокеїста проходило звичайно на залитих майданчиках чи замерзлих озерах поблизу Вінніпегу з листопада по квітень; ігри та тренування в бейсбол — на тих же самих майданчиках, але вже у весняно-літній період. Таким чином Террі вдавалося підтримувати форму, як в одному, так і в другому виді спорту.
У бейсболі Тарас спробував себе в різних амплуа. У хокеї від самого початку зайняв позицію воротаря, наслідуючи приклад старшого брата. В обох видах спорту швидко досяг значних успіхів: його почали впізнавати на вулицях, хвалили перед батьками, — і ті дозволили Террі частіше займатися спортом.
В 15 років Террі став місцевою знаменитістю: його взяли в юнацький склад вінніпезької бейсбольної команди Елмвуд Джаєнтс (англ. Elmwood Giants), де він багатьом запам'ятався дивною поставою, швидкістю та не за роками дорослими діями. У цей же час він дебютував в місцевій хокейній команді Вінніпег Монархс (англ. Winnipeg Monarchs). Його побоювалися ставити на всю гру серед дорослих, більшість ігор проходили на відкритих майданчиках та у вечірній час, команд у цих турнірах було небагато. Завдяки турнірам та хокейним тренуванням Тарас набрав оптимальну фізичну форму. На початку бейсбольного сезону Террі був найкращим з фізпідготовки (більшість гравців проводили нечасті тренування, або й взагалі відпочивали) — і його перевели на тренування основного складу, за який він зіграв кілька товариських спарингів.
Про хлопця заговорили місцеві бейсбольні тренери як про майбутню канадську бейсбольну зірку. На той час бейсбольні ліги канадських провінцій були доволі сильними, оскільки в них виступали не білошкірі представники з США, яких через закони сегрегації не допускали до американських турнірів, а лігу для «чорних» постійно утискали. Тому турніри провінцій Саскачеван, Онтаріо чи Манітоби інколи поступалися за силою тільки регулярному бейсбольному чемпіонату окремих штатів. Наведемо підсумкову таблицю провінції Манітоба 1948 року, привертає увагу 41 хіт, які здійснив юний Тарас за 109 підходів, і обійшов більше 10 сильних представників з США. Він був лідером «елмвудських гігантів», — і його рекорди не могли побити протягом 20 років. А окремі бейсбольні технічні навички посприяли Террі ще й у подальшій хокейній кар'єрі.
Надхненний успіхами свого підопічного у бейсболі, Боб  Кіннаєр— його перший тренер в гаківці, вирішив показати Тараса спеціалістам з хокею. Коли він нарешті отримав дозвіл, то взяв Террі з собою до Мічигану, де проходили передсезонну обкатку деякі новачки детройських «Червоних Крил». Тому, коли місцеві тренери-скаути побачили талант цього «вініпезького ведмедя», була відбита телефонограма до Детройта і Террі запропонували ще на місяць залишитися на зборах в цьому місті. Згодом до Мічигану приїхав менеджер Джек Адамс з «Детройт Ред-Вінгс» і запропонував Террі підписати з ними контракт.
Додому Тарас повертався наче на крилах, але батьки вгамували його запал: не можна було переривати навчання — тому вирішили ще трохи зачекати. Проте в рідній команді справи йшли пречудово, в юнацькій лізі провінції Онтаріо (найбільш хокейному краю того часу), вінніпезці успішно «громили» своїх супротивників. Саме на одній з таких ігор Тараса приглянув скаут клубу «Бостон Брюїнс», оскільки монархи з Вінніпегу були тоді підшефними хокейного клубу з Бостона. Відтак за Террі розгорілися справжні спортивні баталії. Довідавшись, що у них з-під носа, та ще й на їх території головні конкуренти хочуть забрати юнака, бостонські ведмеді вирядили до Вінніпега емісарів з Бостону. У тяжких баталіях та мріях минула зима. І завершальним акордом стала перемога в фіналі турніру провінції Онтаріо в постійних фаворитів з Монреаля.
Весною 1946 Савчук дебютував у серйозних бейсбольних змаганнях за команду з Вінніпегу. Після війни американська бейсбольна ліга розширювалася кількісно, тому команди потребували виконавців і власники клубів запустили скаутів по Північній Америці, а дехто вважав, що на теренах Канади також можна знайти перспективних бейсболістів, одним з яких став Террі Савчук. З літа 1946 року за ним приїжджали скаути з головної бейсбольної ліги (англ. Major League Baseball - MLB) і відомих клубів «Піттсбург Пайретс» та «Сент-Луїс Кардиналс», кожен з них, через своїх емісарів, пропонували спокусливі умови (контракти, навчання в коледжах…).
За роками розсудливий Тарас як єдиний син у родині не хотів залишати батьків надовго. До того ж варто було залікувати травми, а потім ще раз спробувати себе в серйозному хокеї — мрії всіх канадських хлопчаків.

1964 рік

Тяжка ситуація, що склалася в родині після падіння батька з риштування і його інвалідність спонукала Террі до рішучих дій. З того періоду він почав відчувати обов'язок перед родиною як головний годувальник (в фінансовому плані), тому через свого тренера Боба Кіннаєра дав знати детройцям, що готовий вступити в команду. Незабаром був підписаний контракт — Савчук приніс перший свій спортивний заробіток — 2000 доларів у сім'ю. Це був перший його серйозний і дорослий крок у житті. Менеджер Джек Адамс пообіцяв, що Террі гратиме недалеко від родини, і матиме певні дні для їх відвідин (деякі ЗМІ того часу вказували і на сприяння клубу у лікуванні батька).
Як і домовлялися, Террі за контрактом повинен був пройти практичну школу хокею в структурі клубу «Детройт Ред Вінгс», тому він почав клубну кар'єру в команді Гелт Ред Вінгс (англ. Galt Red Wings), котра з 1944 року діяла як філіал команди Детройта. Символічно, що рік перед цим таке ж стажування там проходив і Горді Хоу («містер хокей»), і в 1946 році програла в півфіналі турніру провінції Онтаріо команді з Монреаля, яку в фіналі переміг Террі з своєю командою, й надалі Горді на рік випереджатиме в кар'єрі Террі в усіх крилатих командах. Команда з містечка Галт знаходилася в сусідній Онтаріо (провінції), тому й навідувати батьків було зручно. Команда дома грала на критій ковзанці й мала певну хокейну історію. Прийшовши в команду, Террі став її новою зіркою, замінивши Горді Гоу. Команда галтських «червоних крил» знову успішно пройшла турнір провінції Онтаріо, тільки цього разу уже в фіналі поступилася. Саме в 1947 році закінчилася трьох-річна «промоційна» співпраця НХЛ з цим клубом. Тому уже тренувальні літні тренувальні збори Террі провів в (англ. Windsor Spitfires провінції Онтаріо, яка тоді стала партнером детройського клубу. Террі розпочав з ними новий сезон в юнацькій лізі Онтаріо, але не дограв його до кінця.
Менеджмент «Детройт Ред Вінгс» підписало нову спонсорську угоду з клубом на кілька рангів сильнішим — Омаха Найтс (англ. Omaha Knights -«лицарі з Омахи»), який виступав в місцевій аматорській лізі, що переросла пізніше в «Хокейну Лігу Сполучених Штатів» (ХЛСШ) — третю по рангу на півночі Америки. У команді грало багато дорослих та колишніх хокеїстів і зустрічалася вона з командами, які потім ввійшли в Національну хокейну лігу (НХЛ). Команда грала в містечку Омаха (штат Небраска), тепер це було трохи дальше від рідного дому та ще й в іншій країні. Террі в період з 1947 по 1948 роки вдало освоївся на новому місці, а після дуже страшної і прикрої травми з оком (більшість після такої закінчують зі спортом), його авторитет був безсумнівним. Команда тоді досягла найбільших своїх вершин, Савчука признали найкращим новобранцем цієї Ліги. Після успішного сезону та дифірамбів перспективи молодого воротаря стають значними.
У 1948 газета «Індіанаполіс Старз» про молодого Терренса Гордона писала: «Він вдало закінчив сезон з „Омахою“ й став його сенсацією. Савчук — надійний воротар, який не дозволить суперникам впевнено почуватися на ковзанці.» Це була серйозна заявка на регіональному рівні — тому деякі спеціалісти вирахували перспективу молодого і азартного гравця, котрий виділявся зростом, не по-юнацьки дорослим ставленням до гри. Миттєво розлетілися «гінці» по округам — зібрати інформацію про цього юнака.
14 жовтня 1948 року 6000 глядачів льодової арени в Індіанаполісі побачили… майбутнє. То був перший матч Савчука в Американській хокейній лізі. Савчук новий хокейний сезон розпочинає в новому детройському фарм-клубі (англ. Indianapolis Capitals) і проводить там два цикли 1948—1949 і 1949—1950 роки. Вони грали в столиці штату Індіана — Індіанаполісі. Террі всіх вразив своєю воротарською горило-подібною стійкою. У ті часи колеги-воротарі в усіх лігах зазвичай стояли у воротах на повний зріст, лише на кілька градусів нахиляючись уперед. Террі ж більшу частину матчу провів на напівзігнутих ногах, вигнувши спину майже на дев'яносто градусів, а його плечі практично торкалися колін. Пізніше він пояснив: «Така стійка дає мені можливість раціональніше використовувати тіло, бути рухливішим, й швидше реагувати на кидки шайбою.» Але Савчук трохи злукавив. Йому просто фізично важко було стояти в повний зріст — «не пускала» спина.
Той матч «кепіталс» виграли з рахунком 5-1. Савчук пропустив один гол, зробив 25 «сейвів». В «Індіанаполіс Кепіталс» жодним чином ніхто не пожалкував через свого молодого новачка, котрий своїми емоціями і своєю грою спонукав команду, а глядачі були в захваті від його самопожертви. «Столичні» виступали в Американській хокейній лізі (друга за рангом після НХЛ) і двічі вигравали свою конференцію, а в 1950 році виграли головний приз ліги. Террі в цей час став найкращим новобранцем, а згодом найкращим гравцем фіналу ліги. Не дивно, що на цього молодого і перспективного воротаря ласо дивилися скаути клубів з Національної Хокейної Ліги.

## Характер
Уже народившись в 1928 році в робітничій сім'ї в приміському селищі Вінніпегу, малюк почав пізнавати всі «принади» своєї трагічної долі. У нього виявили вроджене захворювання спини і він лише з великими зусиллями міг випрямлятися в повен зріст. Після того, як ще зовсім юний Тарас зламав собі руку, і боячись батькових повчань нічого не сказавши нікому, йому не була надана кваліфікована допомога, що й призвело до непоправного — його права рука була суттєво коротша за ліву.
Потім продовжилася чорна смуга в сім'ї, Коли померли його два брати — старший і молодший, а на додачу до цього падіння батька з риштування на будові — інвалідність. Все це прийшлося пережити цьому юнакові — хоча в свої 15 років він поводився як дорослий в 25, тому коли перший тренер побачивши скалічену руку та знаючи долю цієї сім'ї навіть не смів йому заперечити, коли Тарас заявив, що буде воротарем і крапка, той у відповідь лише помахав головою. Хоча всі його однолітки лише мріяли загнати шайбу в ворота, а там стояв Террі.
У дитинстві Террі мав високий зріст, важив під 100 кілограм, хоча в швидкості не поступався навіть заправським нападникам. А якщо додати ще й швидку реакцію, самопожертву та нечувану сміливість — отримаємо юнака, котрий жив хокеєм. Він тягнув на собі всю свою родину, він і витягав свої команди з найбільших халеп, а могутнім надривним голосом піддавав «шміру» нападникам, що дехто навіть побоювався заходити в перерві до роздягальні. Його побоювалися, але й поважали. На той час кожне попадання шайби могло закінчитися трагічно і таких випадків в хокеї було безліч, навіть з тим же таки Террі.
У 17-річному віці отримав травму ока від шайби, запущеної з великою швидкістю 37-літнім гравцем. Спільними зусиллями гравця та хірургів око було врятоване, але все одно зір не відновився повною мірою. Савчук потім називав своє око «бракованим». Треба було бачити обличчя тренера, коли через 3 тижні Террі заявився на тренування в повній екіпіровці, став на ворота і не зійшов з них до кінця сезону, публіка його боготворила тоді.
У наступному сезоні він уже був в команді на два ранги вищий. І там його чекала нова неприємність, після чергової травми, яку прийшлося зашивати в лікарні, там йому провели ще й медичне обстеження. Результат — нова напасть — артрит, звідки він у нього взявся ніхто не знав, але й не дивувалися. Важкі болі в ногах і плечах мучили його до останніх днів життя. Террі мужньо боровся з цим недугом весь час, а що це йому коштувало — знав він сам та його родина. В одному з матчів на початку кар'єри Террі зазнав травму паху. Але в руки лікарів він віддався лише через тиждень, коли в графіку виступів його команди з'явилося «вікно»… Так викарбовувалися його характер і воля, яка перемагає біль.
А з 1949 року Террі Савчук виступає в головній лізі — НХЛ. Через зріст і вагу та на дивні вимоги керівництва (рекламні цілі) він виступатиме в «покращеній — новітній» амуніції, яка навпаки була доволі ослаблена, а ще його принциповість-затятість щодо не використання маски на обличчя призводять до чергових проблем. Чого тільки не було: і зламані пальці на руках, і вибиті після жорстоких сутичок з нападниками плечові кістки, постійні травми від попадання в нього шайб, і переломи лицевих кісток, вибиті зуби, менікси, переломи ноги, і навіть розірвані диски.
Він сторонився шумних компаній, не святкував разом з командою перемоги і не запивав горе поразок пивом чи віскі. Через гору недуг, що накочувалися на нього, він завжди тримався в стороні, з презирством ставився до автографів і журналістів та старався триматися від цього всього осторонь. Він не любив коли його жаліли. Та ще й на той час він завів свою сім'ю з маленькими дітьми. Ну й звичайно в зв'язку з цими всіма важливими і суттєвими обставинами Террі вважали доволі «тяжкою людиною» у спілкуванні. Його здорові і веселі товариші не могли уявити собі, що відчував Террі, коли вони плескали його, постійно хворого чи травмованого, по плечу і питали «Як здоров'ячко, друже?» Скільки надзусиль він прикладає — щоб знову вийти на лід і виручати їх. Тоді він, зазвичай, нагороджував таку людину суворим поглядом, а коли вже дійсно діставали — міг послати подалі чи заїхати по пельці.
Він, як ніхто інший працював до останнього на тренуваннях і ніколи не беріг себе у грі. Коли в одному матчі йому суперник перерізав ковзаном всі сухожилля на лівій руці — він дограв до кінця ще півтайму. Після таких травм важко повертатися в спорт, а Савчук не тільки повернувся, але й знову став найкращим. Він знову кидався під найсильніші кидки, падав, вставав, і знову падав під шайби, кинуті найкращими гравцями того часу. І він виграв знову Кубок Стенлі.
У 1954 році Террі потрапив у страшну автомобільну катастрофу і переламав ребра та порвав легені. Але якимось чудом йому вдалося знову вилізти з цієї халепи, і уже наступного року він вкотре завойовує Кубок Стенлі в складі своєї улюбленої команди.
І знову чергове потрясіння, керівництво клубу, через сварку на бізнес-інтересах його тестя (доволі багатої людини) та власний меркантилізм (продати і задорого свою головну зірку), ввігнали йому ножа в спину. Зрада клубу помножилася на чергові неприємності — в новому клубі через деякий час у нього виявили страшну недугу — мононуклеоз. Це гостре інфекційне захворювання крові, проявляється у збільшенні лімфатичних вузлів, чи не постійною гарячкою і тяжкою ангіною. Часті придирання нових одноклубників та перша сімейна драма з дружиною (перше розлучення) підривали його емоційний стан. Саме тоді, відчайдушна боротьба з цією тяжкою недугою відібрала у цього блискучого воротаря і мужньої людини всі його і без того підірвані фізичні та моральні сили. Саме в той час Тері й запив.
Савчук став ще сумнішим і не відповідав нікому, навіть на привітання, він ще більше замкнувся в собі. Ситуація ускладнювалося ще й тим, що Тері пристав на прохання дружини і зібрався покинути любий йому хокей, і не уявляв що з ним буде без того єдиного задоволення, що у нього залишилося ще в житті, на його думку. І він пішов, менеджерував, продавав автівки, був значним страховим клерком та все те було не його.
Мононуклеоз, чисельні хвороби та травми, і звичайно полишення хокею подіяли на його, і без того постійно напружені, нерви найтрагічнішим чином, і в один час Великий воротар знаходився на грані нервового зриву. Яким чудом він зумів вистояти і в цьому нерівному поєдинку з нещадною долею, не знає ніхто. Про нього взагалі мало хто знав, про нього ніби забули. І тільки після двох дуже складних операцій на хребті в 1966 році Савчук признався, що зміг випрямитися вперше за всі свої роки, і таким чином повідав світу про таємницю свого стилю (тепер найголовнішому у хокейних воротарів). Що ж стосується його особистого життя, яке в результаті частих хвороб та травм не дуже складалося (часті сварки, три офіційні розлучення з однією і тією ж дружиною, діти, родина батьків), але він туди нікого не допускав стороннім глядачем — взагалі.
Але без хокею він довго не втримався і знову повернувся в полюблений Детройт помогти улюбленій команді, та з часом керівництво ним знову знехтувало і віддало до Торонто — там Террі пережив своє друге спортивне народження — він знову задавав тон у рамці воріт і в чергове виграв «Кубок Стенлі» та «Везина Трофі». А згодом, чергові трвми — вивихи, переломи… і організаційні нововведення в лізі, повпливали знову на його долю. А завершальним акордом його нещасть стала прикра побутова сутичка, хоча й доволі прозаїчна на той час з таким же хокеїстом та ще й одноклубником. Два ветерани хокею — Террі Савчук та Рон Стюарт, які сумісно ділили житло, яке винаймали на Лонг Айленді, сиділи в спортивному барі, потягуючи віскі та вели свої бесіди. Через деякий час між ними дійшло до суперечок, на одній із них дійшло до рукоприкладства, через що і їх випровадили із закладу. Але вони не заспокоїлися й надалі, прийшовши в помешкання продовжили сперечатися. У котрийсь момент зав'язалася бійка, в якій і був нанесений страшний удар ногою в поперек Террі, та ще й відкинутий в канаву на приладдя для барбекю. На цьому бійка закінчилася, бо Террі не приходив до тями. У лікарні, куди його потім доправили, констатували численні порушення внутрішніх органів і найбільше — розірвана печінка (її згодом видалили), від якої згустки крові попали в артерії і направилися до серця. Террі було проведено кілька операцій, але видалити усі згустки не вдалося. Він ще пробував поборотися за своє життя, та коли дізнався що через вирізані частини органів з хокеєм уже зав'язано, та ще прийдеться бути прикутим до ліжка — він здався. Визнав цю свою єдину поразку — від ДОЛІ і пішов від нас.[виправити стиль]
Як сказав один із одноклубників Савчука: «Террі брав гру з собою додому і лягав в ліжко спати з хокеєм».

## «Крилата» кар'єра
В НХЛ він з'явився у складі «Детройт Ред-Вінгс». Згадує один з лідерів тогочасного складу цієї команди, її капітан Тед Ліндсей: «Він приїхав на свої перші НХЛівські збори, маючи вагу під 100 кілограмів. Але він був швидким, як кішка. Розмір. Плечі. Статура. Жвавість. Нетерплячість. Драйв. Все це у нього було — настільки він був талановитим.» Наприкінці сезону 1949—1950 рр. головний воротар команди Гаррі Люмлі отримав травму і його місце зайняв… Юкі (Uke). Саме так тоді називали в НХЛ хокеїстів етнічних українців. Коли Савчук з'явився в НХЛ, до нього відразу приклеїлося прізвисько Юкі (або Юкей). Так от, Савчук мав відіграти сім ігор. І він їх відіграв, пропустивши лише 16 шайб. Для новачка — це відмінний результат!
У тому сезоні «червоні крила» виграли Кубок Стенлі. І хоча в іграх плей-офф ворота Детройту захищав Люмлі, генеральний менеджер команди Джек Адамс, вражений грою молодого Юкі у згаданих семи матчах, вирішив зробити у подальшому ставку саме на нього. Уже влітку Гаррі Люмлі приміряв форму «Чикаго Блекгокс», а Савчук налаштовувався на роль першого голкіпера «червоних крил».
Він нікого не розчарував. Північна Америка була вражена грою нової зірки. 70 матчів надійної гри! 11 з них — «сухі»! Він виграв 44 матчі, програв лише 13, нічиїх — 13. Террі з'являвся в кожній грі, незважаючи на травми. Він закінчив сезон з найкращими статистичними показниками! У середньому за матч Юкі пропускав менше однієї шайби; в 70 іграх він зробив 977 сейвів. І цілком логічно, що продемонстровану гру не могли не відзначити хокейні експерти. Савчук отримав приз як найкращий новачок НХЛ — Приз Колдера.

## Зрада

Савчук в обіймах Джекі Адамса після фіналу Кубка Стенлі

Саме на піку слави Савчука чекало найбільше розчарування. Террі Савчук в обіймах Джекі Адамса після фіналу Кубка Стенлі, Савчук і Джек Адамс з Кубком «Везина Трофі», Джекі Адамс з своїм найбільшим золотим самородком Савчуком — так було, так всі говорили, а за два місяці Террі вже був у «Бостон Брюїнс». Його обміняли до Бостона, чого не чекав ніхто; в такий подарунок не вірили навіть в найдавнішому місті Нової Англії.
Журналісти висловлювали різні гіпотези такого кроку Джекі Адамса. Від простих меркантильних — виплата зарплати та завищені преміальні спустошили гаманець відомого менеджера і він, обмінявши найдорожчого гравця — зменшив видатки та ще й залучив кошти на інші фінансові потреби. Підтвердженням цього стало наступне, в 1956 році, «роздавання» ключових виконавців із завищеними амбіціями по різних командах.
Не виключені й особистісні мотиви Джекі і Террі (який вимагав, на догоду сім'ї та тестя, підняття зарплати, хоча б до рівня Горді Хоу). Крім цього, почалися перші серйозні негаразди у Террі на сімейному рівні, несприйняття тестем (багатим і впливовим детройтським власником гольф клубу та інвестиційної корпорації) канадського «простака». Завищені фінансові апетити щодо нього виводили Террі вдома з рівноваги і закінчилися короткочасними сварками Савчука з дружиною Патрісією (Мюрей). Тому слова Джекі Адамса про термінову зміну середовища, яка піде на користь їм усім, мали місце.
Попри такі дивні обставини, Савчук, прибувши до «Бостон Брюїнс» заявив: «кожна людина в Бостоні поставилася до мене дружелюбно, тому я буду радий показати тут себе найкраще»". Вболівальники у Бостоні також були сповнені надій: «у нашого ведмедя з'явилися крила — тепер Кубок буде наш». Тоді ще формувалася молода і агресивна бостонська дружина, сезон команда проводила не рівно. Террі ввійшов в сезон не надто вдало і вперше в кар'єрі кількість поразок перевищували за перемоги. Команда зайняла 5 місце і не потрапила до серії плей-оф.
Все це наклалося на постійну емоційну напругу Савчука, що й призвело до серйозного нервового зриву. Хоча й наступний сезон він розпочав набагато краще, але новина про дуже серйозну хворобу — інфекційний мононуклеоз та, тепер часті, запої і емоційні сплески довершили свою справу — Террі був на грані величезного нервового надриву. Щоб запобігти неминучій біді, при підтримці лікарів та Джекі Адамса Савчук пішов на переговори з бостонським керівництвом. І посеред сезону була скликана прес-конференція, де він заявив, що закінчує з хокеєм, через складні травми і хвороби. Бостонці пішли йому назустріч, хоча може й згодом пожаліли: того сезону вони були дуже близькі до взяття Кубка Стенлі, дійшли до фінальної гри.
У цей час Террі проходив інтенсивну терапію, лікуючи мононуклеоз, та відновлював психологічну рівновагу… Згодом, під тиском Патрисії та тестя, він почав свою «бізнесову кар'єру», тільки от з продажем авто, в страховій і менеджерських справах гучного успіху не зазнав. Навіть в бармени пішов, де за його словами «більше сам випивав, аніж продавав». Він був хокеїст, навіть більше, воротар — і це його призначення на цім світі. Бачачи такі митарства Террі, до такої ж думки дійшов і його хресний його батько у хокеї Джекі Адамс.

## Відродження
І ось, 10 червня 1957 року генеральний менеджер бостонців Лін Патрік виїхав до Детройта з метою продати франшизу на Террі Савчука в обмін на нападника Джона Буцика (який на довгі роки стане лідером) бостонців, а згодом легендою цього клубу). Джекі повернув свого вихованця та й знову повернулася прихильність вболівальників до генерального менеджера клубу. Адже клуб лихоманило за ці два роки.
Суперечки з профспілками, втрата спонсорів та відчутний вплив і конкуренція з командами АХЛ привели до зменшення прибутків. Джекі Адамс розумів, що треба здійснити щось знакове, тоді й повернеться його репутація і вага в спортивному середовищі і він зможе здійснити свої задумки.
Повернення Тараса до Детройту було багатообіцяючим. Команда за цих два сезони, тримаючись у верхній половині турнірної таблиці, призів та трофеїв не здобувала (навіть на особистих рахунках хокеїстів), що для спонсорів та ТВ-магнатів було неприпустимо. Так ще й давалися взнаки наслідки спортивної ротації в клубі. Джекі Адамс, обмінюючи і продаючи своїх лідерів і героїв переможних сезонів, втрачав прихильність не тільки вболівальників, але й спонсорів. Тому повернення головної зірки минулих років і улюбленця публіки очікували й покладали надії на відновлення ним форми та повернення успішних часів.
Але за зовнішнім полиском клубу, стояла пригнічена атмосфера в самій команді. Як це завжди буває в спортивних командах, після значних перемог приходить час на розслаблення, головне щоб це не перетворилося в період повної стагнації. Террі прийшов в той час, коли в команді намічалися серйозні зміни — ветерани та молодь формували нову команду. Тренери та хокеїсти налагоджували нові відносини та пріоритети. Хоча Савчук не був настільки компанійським, та це й його зачепило. Він важко мирився з конкуренцією та неповагою декотрих молодих гравців, але з часом своєю відвагою та якісною грою відновив свій авторитет. Без конфліктів в той період не обходилося. То хокеїсти посперечаються з тренером, то тренер розійдеться в поглядах з генеральним менеджером, а на додачу став ще прикрий конфлікт хокейної профспілки з Джекі Адамсом. Тому й команда того часу виступала доволі нерівно в регулярних чемпіонатах. Зате в іграх серії плей-оф, досвід ветеранів та здорові амбіції новачків, творили дива — команда обігрувала незаперечних лідерів сезону і показувала доволі змістовну гру.
А щодо Террі, то повернення на ковзанку — головне для нього досягнення. І не суттєво, що травми й надалі доймають, нові пошкодження не додають здоров'я, але він грає в хокей. Хоча повернення до сім'ї не було й таким, як гадалося, але він стояв на своїх воротах, на відміну від тестя та його поплічників, його любили вболівальники і він ладен був віддати за них себе всього. Прихильники «Детройт Ред Вінгс» цінили саме такого Тараса — самовідданого борця та пробачали йому й помилки в іграх чи емоційні сплески і сімейні чвари, які розносило одне місцеве видання.
За ці роки (з 1957 по 1964 роки) Террі Савчук провів за свій клуб в кожному сезоні не менше 60 ігор і майже всі ігри команди в серіях плей-оф. Звичайно що це не були для команди настільки вдалі роки, як на початку 50-х, але саме для Террі це був успішний період. Адже йому доводилося грати з набагато ослабленішим складом (особливо в захисній ланці) та ще й пережити зміну спортивних поколінь, навчаючи «гокейного розуму молодих» і виправляючи їхні, ще дитячі помилки. Террі, крім воротарських функцій, перейнявся й виховними, як досвідчений ветеран. А приклад було з кого брати, команда з непевною грою тричі побувала в фіналах Кубка Стенлі і в цьому була найбільша заслуга Террі, котрий деякі ігри на самих уколах стояв, відбиваючи по 30—40 ударів суперника в рамку його воріт.
За цей час керівництво клубу доволі успішно сформувало кістяк команди з молодших гравців. Молоде покоління також уже усвідомило своє місце в команді і бажало добитися таких же успіхів, як і колись їхні ветерани. Бачачи амбіційність і спортивну злість молоді, Джек Адамс вирішив потроху звільнятися від ветеранів, декого гучними проводами, декого тихо обмінюючи в інші клуби. Знаючи натуру Тараса, Джекі усвідомлював, що той не витримає, психологічно, напругу сидіння на лавці запасних, та ще й знову загострилися сімейні чвари в Мюрей-Савчук. До того ж, будучи в добрих стосунках з багатьма власниками клубів, генеральний менеджер підшуковував хороше місце для свого вихованця, який ні за які гроші не закінчуватиме кар'єри. І саме в пригоді стала чергова зустріч детройців в фіналі Кубка Стенлі з торонтськими «кленовими листками» — в яких на воротах стояв сорокарічний ветеран, що який рік оголошував про закінчення кар'єри, але перемоги в Кубку Стенлі стримували його. Пізніше «веселун Джекі» казав, що вже під час останніх ігор серії менеджер канадців запропонував обміняти кількох своїх гравців на детройтських і в списку значився молодий воротар «крилатих». А от Джекі не був би тим «веселуном», якби не скористався такою ситуацією — відповідна пропозиція (у вигляді одного з найкращих воротарів НХЛ), шокувала «кленових», але відмовити й не пристати на неї вони (як ми побачили згодом)не змогли.
У них тепер були два найкращих в ті роки воротарі (фіналісти Кубка) і нарешті Джоні Боверу був надійний і не менш зірковий помічник.
Ось так «Великий Джекі Адамс» здійснив вдруге гучну франшизу (продажу — доволі дорогу) свого славного воротаря.
Повернення Террі (Тараса) Савчука до рідної команди було доволі важким, зате бажаним, так і ще прощання з рідним Детройтом було важким (втрата фіналу Кубка), зате таким бажаним — продовження воротарської кар'єри.

## Повернення до Канади
І знову після доволі успішного сезону, його обмінюють, тепер до Торонто, в команду яка двічі за останні роки перегравала «крилатих» і самого Террі у фіналі «Кубка Стенлі». Террі попадає в команду, де на воротах стоїть такий же ветеран — Джонні Бавер. Звичайно, вік брав своє, а в 1964 році йому було вже 36, і в «веселуна Джекі» завжди на прикметі хтось перспективний. Тому й потрапив Террі до команди «колишніх зірок», так тоді іменували «кленових листків», з деякими йому доводилося грати раніше і в одній команді. Тоді говорили жартома «команда старих кленових зірок» : Джонні Бавер — 42, Террі — 37, захисники Тім Гортон, Алан Стенлі, Марсель Проново — 37, 41, і 36 років відповідно, Рід Келлі — 49, Джорж Армстронг 36 та ще багатьом іншим гравцям перевалило за 30. Більшість з них уже років із вісім грали разом.
Тільки публіка на це не зважала й далі битком ходила на своїх улюбленців, за що ті й дарували їм миттєвості дуже красивої гри. Хоч основні конкуренти — «монреальські канадці» були успішнішими за них в той час, ці хлопці продовжували грати в свій хокей. У сезоні 1964—1965 роках Террі Савчуку прийшлося призвичаюватися до не такої швидкої, але технічно-комбінаційної та в'язкої гри, на класі, ця команда знову пробилася до плей-оф, але в першій же серії зазнала поразки. Не все зразу й виходило у Савчука, та й управляти достойними ветеранами — захисниками було складніше, тому в першому своєму сезоні за канадський клуб він більше був дублером свого напарника, крім того на такий результат ще й повпливала травма після аварії. Саме граючи в цій команді Террі усвідомив, що настав час потроху закінчувати кар'єру хокеїста І знайти в подальшому своє місце. Потроху відновилися й стосунки з Пет. Не все було гладко із здоров'ям, але Террі вмів терпіти. І його терпіння та гра були винагороджені, в кінці сезону обидвох ветеранів визнають достойними призу, названого на честь такого як вони ветерана-легенди Жоржа Везина. Вперше в історії «Везина Трофі» вручали двом воротарям.
Сезон 1965—1966 ветерани трошки перепочивали, а Террі заліковував більше травми. А от в сезоні 1966—1967 роках старики-ветерани довели, що ще мають порох в порохівницях. Адаптувавшись до команди, Тері заграв свою звичну гру, вболівальники шаленіли, тепер уже Джоні став дублером, він не дуже й впирався, бо в свої 43 вже значно здавав фізично, особливо коли стосувалося серій ігор. Тренер Панч Імлаг вдало чергував ними, навіть видумавши тактичну хитрість, міняючи їх посеред гри. Команда того сезону грала в своє задоволення і цього разу їм багато що вдавалося. Хоча й регулярний сезон виграли «Чиказькі чорні яструби» з 94 очками і вражаючи своєю грою уже не один сезон та добиваючись гучних успіхів (двічі підряд вигравши Кубок Стенлі) — вони були головними фаворитами й цього сезону.
А сталося зовсім не так. У першій вже грі цієї серії ветерани дали знати молодому і славному поколінню «чорних орлів», що вони настроєні рішуче — 5:2, в другій грі вони збільшили перевагу в серії, вигравши 3:1. У наступній грі в Чикаго не взяли участь кілька ключових канадських ветеранів і тому зазнали поразки 2:0, в грі повторній знову була поразка 4:3 — рахунок серії вирівнявся. Але вже в наступному поєдинку верх знову беруть «кленові листки»" — 4:2, і ось шоста гра серії і знову «кленові» перемагають 3:1 і б'ють в цій серії головного фаворита турніру. В усіх 6 іграх на воротах торонтців стояв Террі Савчук — це був його зірковий час, до сих пір старі вболівальники розказують, чого тільки не витворяв Террі тоді на воротах. Самі суперники потім говорили: «якби навіть ми були богами гокею, одначе „Uke“ Террі нас переграв».
А далі в серії ігор Кубка Стенлі їх чекав одвічний опонент «Монреаль Канадієнс». Це було феноменальне завершення сезону, вболівальники всієї Канади чекали на розв'язку одвічного сюжету. І знову, в першій грі серії «Кленові» розбивають опонента 6:2, тренер наприкінці 3 періоду дав Савчуку перепочити, випустивши Джоні Бовера. Джоні і в другій грі вистояв 3:0, зате в третій грі уже «монреальські канадійці» були зверху 3:2. У четвертій грі тренер Панч замінив стомленого Джоні, але й Террі не допоміг «кленові» були розбиті 6:2, зате в п'ятій грі Савчук вистояв під градом монреальських шайб і переміг 4:1. Вирішальною став шостий поєдинок, де «кленові листки» оформили свій 13-й (і досі останній) Кубок Стенлі, а Террі вчергове довів усьому світу свою унікальність і відвагу, піднявши цей кубок разом з капітаном Джорджом Армстронґом. Зігравши 10 матчів цієї Серії Плей-оф — він знову тріумфував. Досі ветерани і прихильники «кленових листків» розказують історії їх останнього Кубка, перетворивши це у справжні легенди. Ну що ж, вони по-своєму праві, легендарні хокейні часи були, та й справжні хокеїсти — легенди грали, які любили хокей.

## Кінець кар'єри

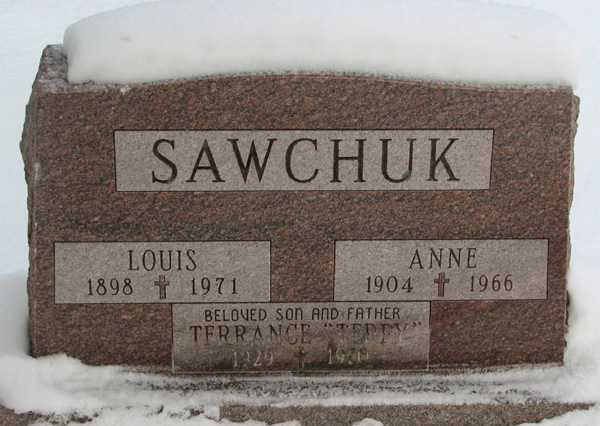
Могила Террі Савчука

У 1967 прийнято рішення про розширення Національної Хокейної Ліги ще на 6 клубів — в переліку міст, які делегуватимуть команди до НХЛ був і рідний йому Вінніпег. Зрозумівши, що в Торонто задоволені його грою: останні переможні фінальні ігри плей-оф проводив в воротах саме він — крім цього в команді був і надійний воротар та ветеран-друг Джонні Бавер. Террі домовився з босами клубу про розрив договору (без санкцій) і налаштувався на перехід до його клубу — і ще з'явилася надія, до Детройту повернутися. Проте не судилося: завдяки закулісним іграм американського ТБ-лобі та чиновників ліги, жодної команди з Канади не включили до списку розширення, замінивши на Пітсбург та Сент-Луїс. Як канадська громадськість і хокеїсти негодували — рішення прийнято.
Савчука, котрий уже сидів на чемоданах у надії на повернення до малої батьківщини, змушено вирушити до нового клубу. За найгучнішим драфтовим контрактом того року, новостворений клуб з Лос-Анджелесу (у якого досі не було гучних перемог в АХЛ) зажадав воротаря № 1 НХЛ — Террі Савчука. «У Лос-Анджелеса головна надія на Террі Савчука» — заявив на початку сезону власник клубу Джек Кент Кук; тренер Ларрі Ріган та помічник Рід Келлі також покладали на Террі великі надії.
Довелося Террі мандрувати через весь континент на береги Тихого океану: розлука з родиною була для нього нестерпна — як і чужа атмосфера в команді, так і зовсім нові й незнайомі люди — не сприяли йому до комфорту. Але як професіонал, що безміру закоханий в свій хокей, він відіграв удало той сезон (хоча давали взнаки старі травми) і відбув майже половину всіх ігор команди в тому сезоні. Спочатку сезон не вдавався — і Террі до весни провів лише 20 ігор, а з весни вже в воротах провів 12 ігор з 14. Найбільш пам'ятна гра для нього була в Нью-Йорку, коли королі вистояли перед рейнджерами: Террі відбив 34 удари по воротам, залишивши їх сухими. Про цю зустріч тренер господарів, колишній воротар Еміль Френсіс заявив: «а він ще той, настільки й сильний, як і минулого року, коли взяв Кубок Стенлі!» Савчуку тоді вдавалось майже все.
Успішна гра «королів», котрі зайняли друге місце в своїй Конференції і пробилися до ігор плей-оф, — незаперечний успіх. Команда здобула в регулярному турнірі 72 пункти (31 перемога, 33 поразки і 10 нічиїх), молодих нападників Едді Джойла, Білла Флетта, Теда Ірвіна і Ріл Лем'є підганяли ветерани — капітан Боб Уол, та воротарі Террі Савчук і перспективний Вейн Ратлідж. Керівництво та вболівальники замріяли про завоювання головного трофею, тільки спеціалісти охолоджували нахальних новачків — на одному «Ukey» до фіналу не заїдеш. Так і сталося, «північна зірка» з Мінесоти призупинила браварні вигуки з Каліфорнії — хоч як не старалися воротарі і нападники — але недисциплінований і ослаблий захист не справлявся. Хороша заявка новачка ліги, який на тоді ще й стадіону свого не мав, проте своєю грою привернув увагу місцевих уболівальників та спонсорів.
Рік на землі голівудській призвів до ностальгії за рідною домівкою й командою, а роки і травми давалися знати. Террі вирішив залишити хокей і кращого місця як рідна команда не було. Тому й Савчуку вдалося переконати керівництво двох клубів на його обмін (молодого детройця Джимі Петерса — сина колишнього його колеги). E коментарях Савчука було сказано усе: «Я щасливий, що повертаюся до Детройта, „королі“ зробили мені велику послугу, віддавши мене: це мій дім, це моя команда, в якій я колись починав кар'єру в НХЛ». Таким чином Террі втретє з'явився на арені «Детройт Олімпія» восени 1968 року. Уболівальники були в захваті — всі замріяли про Кубок Стенлі: так було завжди, як тільки в них з'являвся «Ukey».
Проте цього разу мрії публіки не сповнились: «Детройт Ред Вінгс» були рік-урік на спаді — забагато гравців-ветеранів і не обкатана молодь, зміни тренерських концепцій, суперечки і конфлікти між лідерами команди та керівництвом клубу не сприяли переможній атмосфері. Не було і його «хокейного батька» і багаторічного попечителя — Джекі Адамса, котрий зміг би й зрозуміти, що коїлося на душі у Террі. Сам Террі згадував, що в нього склалося таке враження, що повернувся до гадюшника: бажання грати далі в нього зовсім відпало.
Поновилися і домашні проблеми: з віком, сімейна пара здатна була на теплі стосунки лише на відстані. Коли ж подружжя з'їзджалося та поновлювало співжиття — чекав неминучий крах у відносинах. Террі не витримував важкого емоційного стану в клубі та вдома, попадав у депресію та запивав: внаслідок стала остаточна розлука з сім'єю та натягнуті стосунки в колективі. Террі відмучив сезон у Детройті — аж ніяк про таке завершення кар'єри і не мріяв.
З кінцем літа 1969 року детройтський менеджмент владнав новий обмін Террі Савчука на Ларрі Джефрі з «Нью-Йорк Рейнджерс». Тренер рейнджерів Еміль Френсіс, вражений на початку 1968 року грою Террі в складі каліфорнійців проти його команди, захотівши у хокейній команді досвідченого і добротного ветерана, говорив тоді: «Якщо Террі проведе 12—15 ігор я буду цілком задоволений. Йому слід дати трохи перепочити. У нас є кому повчитися у нього, а йому є що нам передати.» Ветеран став тоді неоціненним авторитетом для молодої команди, то була жива легенда 50-х років. Він передавав свій досвід Віку Хетфілду, Роду Гілберту, Жану Рателу, Бреду Парку та іншим.
Террі знову розпочав тренування, на його похмурий вид і відлюдькуватість перестали зважати, він почав відновлюватися емоційно. Хоч завершував свою кар'єру, хокей його не відпускав, — та усвідомивши своє становище Террі ставав більш розважливим. Ще раз поїхав у Детройта налагоджувати стосунки з дружиною та дітьми — та тут його чекала нова прикрість: дружина не піддалася на умовляння. Повернувшись на атлантичне узбережжя він став емоційніший, що й стало в пригоді команді: на емоціях Террі творив дива — це були слова ще його першого тренера. Так зігравши до того 5 ігор, Террі ввійшов в серію плей-оф, як дублер. Але саме в іграх з Бостон Брюїнз відстаючи в серії, тренер випустив Террі на заміну і команда вистояла та перемогла. Потім були ще два матчі Террі — і рейнджери в драматичній серії ігор обійшли бостонців. А Савчук здійснив свій останній шот-аут вистоявши під градом шайб у Бостоні. Здавалося, Террі знову схопив долю за бороду, і цей сезон стане достойним для завершення кар'єри. Але на наступну гру Террі Савчук не вийшов — стався прикрий випадок в спортивному барі, коли дрібна побутова суперечка з таким же ветераном рейнджерів переросла в трагедію.

## Смерть

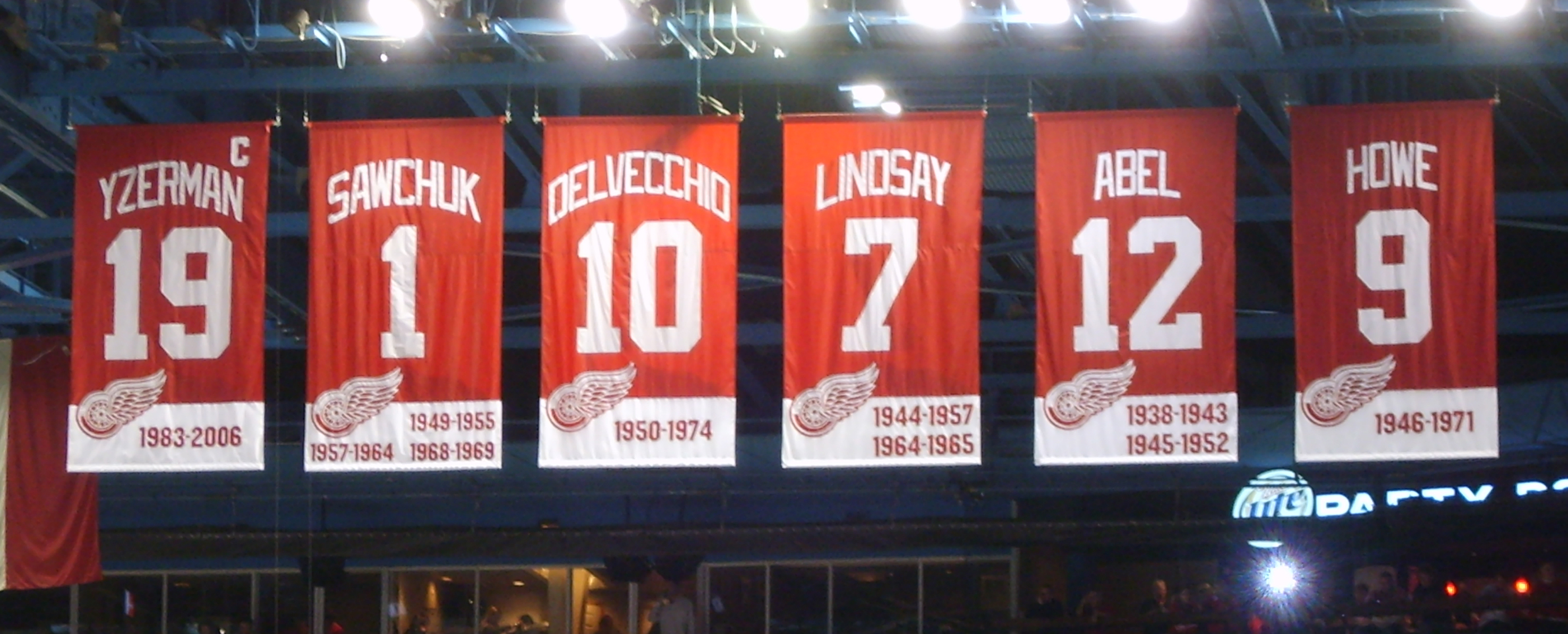
Банер з номером Савчука

Савчук страждав на депресію — стан, який часто впливав на його поведінку. Після закінчення сезону 1969—1970 Савчук та його товариш по команді Рейнджерс Рон Стюарт, обидва на доброму підпитку, посперечалися через витрати на дім, який вони винаймали на пару в Лонг-Айленді. Під час бійки, від падіння зверху на зігнуте коліно Стюарта, Савчук отримав серйозні пошкодження внутрішніх органів. У Меморіальному госпіталі Лонг-Біч йому видалили жовчного міхура. Потім була виявлена кровотеча пошкодженої печінки, яку лікарі теж змушені були видалити. Савчук сказав слідчому поліції, що він перебирає на себе повну відповідальність за випадок. В Нью-Йоркській лікарні в Манхеттені йому була зроблена ще одна операція на печінці. Після неї він так і не оговтався і незабаром помер від легеневої емболії 31 травня 1970 у віці 40 років.

## Кар'єра

### Регулярний сезон
| Сезон   | Команда               | Ліга | І   | Хв.    | ГП   | В   | Н   | П   | СІ  | КН   |
| ------- | --------------------- | ---- | --- | ------ | ---- | --- | --- | --- | --- | ---- |
| 1945-46 | Вінніпеґ Монарх       | МЮХЛ | 10  | 600    | 58   | —   | —   | —   | 0   | 5.80 |
| 1946-47 | Ґальт Ред Вінґз       | ОХЛ  | 30  | 1800   | 94   | —   | —   | —   | 4   | 3.13 |
| 1947-48 | Віндзор Спітфаєрс     | ІХЛ  | 3   | 180    | 5    | 3   | 0   | 0   | 0   | 1.67 |
| 1947-48 | Омага Найтс           | USHL | 54  | 3248   | 174  | 30  | 18  | 5   | 4   | 3.21 |
| 1948-49 | Індіанаполіс Кепіталс | АХЛ  | 67  | 4020   | 205  | 38  | 17  | 2   | 2   | 3.06 |
| 1949-50 | Індіанаполіс Кепіталс | АХЛ  | 61  | 3660   | 188  | 31  | 20  | 10  | 3   | 3.08 |
| 1949–50 | Детройт Ред Вінґз     | НХЛ  | 7   | 420    | 16   | 4   | 3   | 0   | 1   | 2.29 |
| 1950–51 | Детройт Ред Вінґз     | НХЛ  | 70  | 4200   | 139  | 44  | 13  | 13  | 11  | 1.99 |
| 1951–52 | Детройт Ред Вінґз     | НХЛ  | 70  | 4200   | 133  | 44  | 14  | 12  | 12  | 1.90 |
| 1952–53 | Детройт Ред Вінґз     | НХЛ  | 63  | 3780   | 120  | 32  | 15  | 16  | 9   | 1.90 |
| 1953–54 | Детройт Ред Вінґз     | НХЛ  | 67  | 4004   | 129  | 35  | 19  | 13  | 12  | 1.93 |
| 1954–55 | Детройт Ред Вінґз     | НХЛ  | 68  | 4080   | 132  | 40  | 17  | 11  | 12  | 1.96 |
| 1955–56 | Бостон Брюїнс         | НХЛ  | 68  | 4080   | 181  | 22  | 33  | 13  | 9   | 2.60 |
| 1956–57 | Бостон Брюїнс         | НХЛ  | 34  | 2040   | 81   | 18  | 10  | 6   | 2   | 2.38 |
| 1957–58 | Детройт Ред Вінґз     | НХЛ  | 70  | 4200   | 207  | 29  | 29  | 12  | 3   | 2.94 |
| 1958–59 | Детройт Ред Вінґз     | НХЛ  | 67  | 4020   | 209  | 23  | 36  | 8   | 5   | 3.09 |
| 1959–60 | Детройт Ред Вінґз     | НХЛ  | 58  | 3480   | 156  | 24  | 20  | 14  | 5   | 2.67 |
| 1960–61 | Детройт Ред Вінґз     | НХЛ  | 37  | 2150   | 113  | 12  | 16  | 8   | 2   | 3.10 |
| 1961–62 | Детройт Ред Вінґз     | НХЛ  | 43  | 2580   | 143  | 14  | 21  | 8   | 5   | 3.28 |
| 1962–63 | Детройт Ред Вінґз     | НХЛ  | 48  | 2775   | 119  | 22  | 16  | 7   | 3   | 2.55 |
| 1963–64 | Детройт Ред Вінґз     | НХЛ  | 53  | 3140   | 138  | 25  | 20  | 7   | 5   | 2.64 |
| 1964–65 | Торонто Мейпл Ліфс    | НХЛ  | 36  | 2160   | 92   | 17  | 13  | 6   | 1   | 2.56 |
| 1965–66 | Торонто Мейпл Ліфс    | НХЛ  | 27  | 1521   | 80   | 10  | 11  | 3   | 1   | 3.16 |
| 1966–67 | Торонто Мейпл Ліфс    | НХЛ  | 28  | 1409   | 66   | 15  | 5   | 4   | 2   | 2.81 |
| 1967–68 | Лос-Анджелес Кінґс    | НХЛ  | 36  | 1936   | 99   | 11  | 14  | 6   | 2   | 3.07 |
| 1968–69 | Детройт Ред Вінґз     | НХЛ  | 13  | 641    | 28   | 3   | 4   | 3   | 0   | 2.62 |
| 1969–70 | Нью-Йорк Рейнджерс    | НХЛ  | 8   | 412    | 20   | 3   | 1   | 2   | 1   | 2.91 |
|         | Загалом у НХЛ         |      | 971 | 57,228 | 2401 | 447 | 330 | 172 | 103 | 2.52 |

Володар Кубка Стенлі 1952,1954,1955,1967, фіналіст розіграшів Кубка Стенлі 1957, 1961, 1963, 1964. Володар призів НХЛ Колдер Трофі (1951) Везіна Трофі (1952, 1953, 1955, 1965). У 1951—1953 входив в перший склад матчу всіх зірок НХЛ, в 1954, 1955, 1959 і 1963 — в другий склад. Всього провів 1034 матчі. Взяв 447 перемог в регулярних чемпіонатах, у тому числі рекордні 103 «сухі».

### Плей-оф
Статистичні дані участі Террі (Тараса) Савчука в іграх плей-оф НХЛ.
```
* SEASON............TEAM.............GP.....MIN.....W.....L.....GA......GAA...SO...PIM.....Примітки
```

```
* 1950-51....Detroit Red Wings........6.....463.....2.....4.....13.....1,68....1.....0
```

```
* 1951-52....Detroit Red Wings........8.....480.....8.....0......5.....0,63....4.....0.....Stanley Cup
```

```
* 1952-53....Detroit Red Wings.......6.....372.....2.....4.....21.....3,39....1....10
```

```
* 1953-54....Detroit Red Wings.......12.....751.....8.....4.....20.....1,60....2.....2.....Stanley Cup
```

```
* 1954-55....Detroit Red Wings.......11.....660.....8.....3.....26.....2,36....1....12.....Stanley Cup
```

```
* 1957-58....Detroit Red Wings........4.....252.....0.....4.....19.....4,52....0.....0
```

```
* 1959-60....Detroit Red Wings........6.....405.....2.....4.....20.....2,96....0.....0
```

```
* 1960-61....Detroit Red Wings........8.....465.....5.....3.....18.....2,32....1.....0
```

```
* 1962-63....Detroit Red Wings.......11.....660.....5.....6.....36.....3,27....0.....0
```

```
* 1963-64....Detroit Red Wings.......13.....677.....6.....5.....31.....2,75....1.....2
```

```
* 1964-65....Toronto Maple Leafs......1......60.....0.....1......3.....3,00....0.....0
```

```
* 1966-67....Toronto Maple Leafs.....10.....565.....6.....4.....25.....2,65....0.....0.....Stanley Cup
```

```
* 1967-68....Los Angeles Kings........5.....280.....2.....3.....18.....3,86....1.....0
```

```
* 1969-70....New York Rangers.........3......80.....0.....1......6.....4,50....0.....0
```

```
* NHL POSTSEASON TOTALS:............106....6290....54....48....267.....2,55...12....26.....4 Stanley Cups
```

СКОРОЧЕННЯ ДО ТАБЛИЦЬ: GP — ігри, MIN — хвилини, W-L-T — перемоги-поразки-нічиї, GA — пропущені шайби, GAA — пропущені шайби в середньому за гру, SO — «сухі» ігри, PIM — штрафні хвилини, 1AS (2AS) — включення в
1-у (2-у) All-Star Team — команду «Всіх зірок»

## Спортивні досягнення Террі (Тараса) Савчука

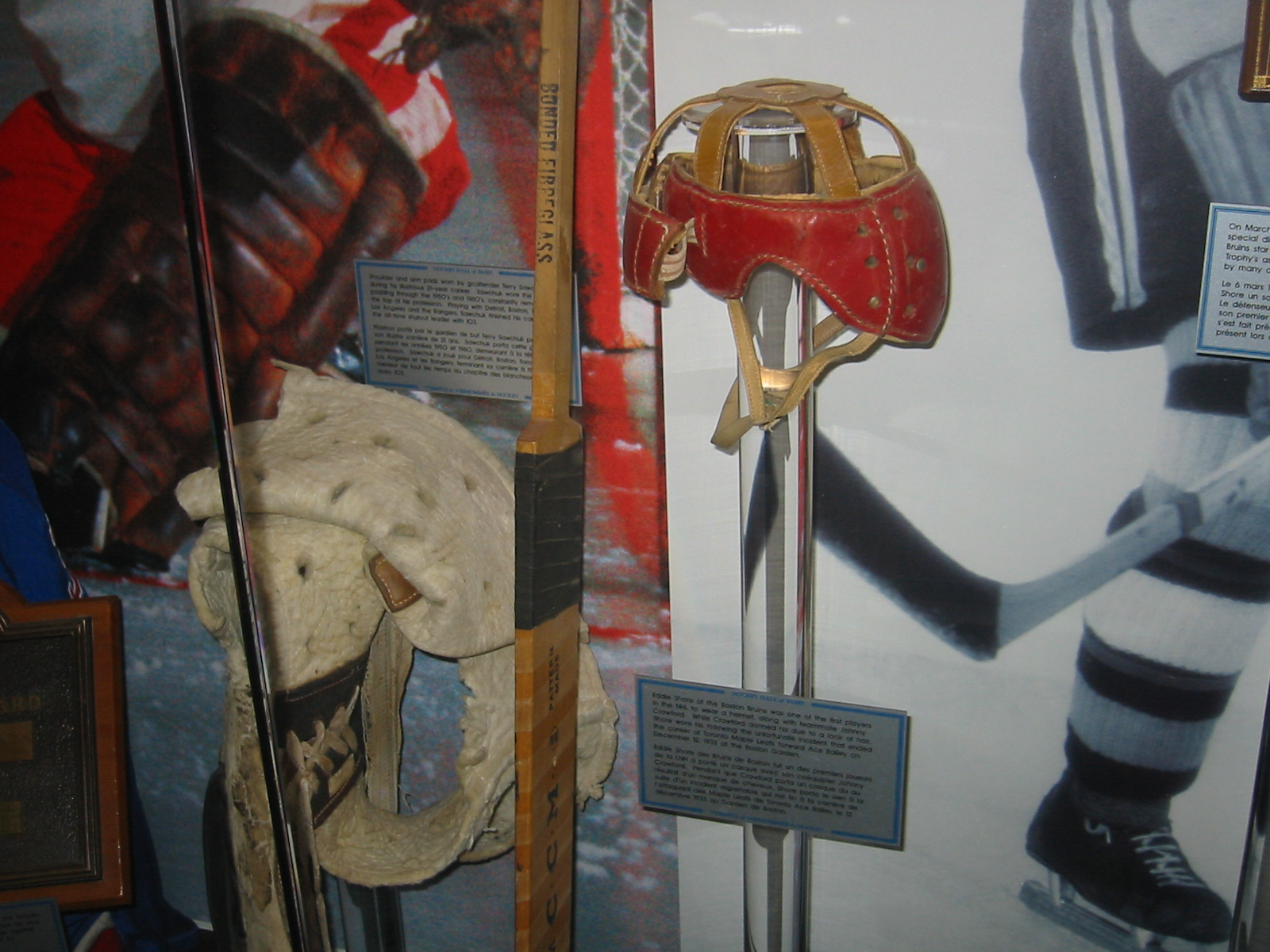
Шолом Террі Савчука (Зала слави хокею, Торонто)

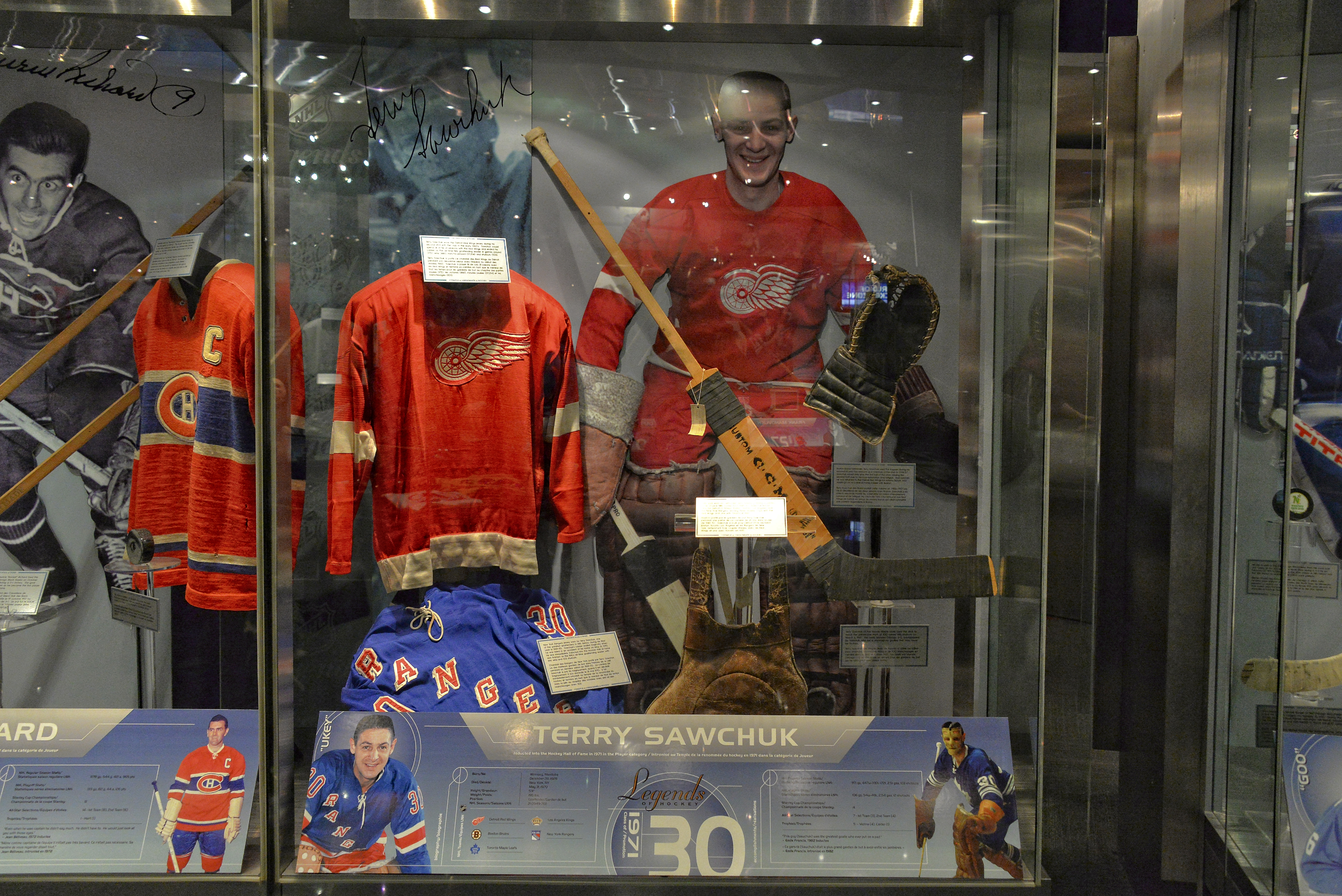
Вітрина Террі Савчука (Зала слави хокею, Торонто)

- 1948 — виборов “Rookie Cup”, як найкращий новобранець Американської Хокейної Ліги.
- 1948 — зіграв у складі другої «All-Star» команди американської Ліги.
- 1949 — виборов меморіальну премію “Dudley "Red" Garrett”
- 1950 — зіграв у складі першої «All-Star» команди американської Ліги.
- 1950 — зіграв у складі першої «All-Star» команди Національної Хокейної Ліги (НХЛ).
- 1950—1951 — входить в першу команду «All-Star» НХЛ.
- 1950—1951 — виборов “Calder Trophy”
- 1951 — зіграв в складі першої «All-Star» команди Національної Хокейної Ліги (НХЛ).
- 1951—1952 — переможець Кубка Стенлі в складі «Detroit Red Wings» в сезоні 1951—1952 років.
- 1951—1952 — входить в першу команду «All-Star» НХЛ.
- 1951—1952 — виборов приз «Везина Трофі» («Vezina Trophy») найкращого воротаря НХЛ.
- 1952 — зіграв в складі першої «All-Star» команди Національної Хокейної Ліги (НХЛ).
- 1952—1953 — входить в першу команду «All-Star» НХЛ.
- 1952—1953 — виборов приз «Везина Трофі» («Vezina Trophy») найкращого воротаря НХЛ.
- 1953 — зіграв в складі першої «All-Star» команди Національної Хокейної Ліги (НХЛ).
- 1953—1954 — переможець Кубка Стенлі в складі «Detroit Red Wings» в сезоні 1953—1954 років.
- 1953—1954 — входить в другу команду «All-Star» НХЛ.
- 1954 — зіграв в грі «All-Star» в складі команди Національної Хокейної Ліги (НХЛ).
- 1954—1955 — переможець Кубка Стенлі в складі «Detroit Red Wings» в сезоні 1954—1955 років.
- 1954—1955 — входить в другу команду «All-Star» НХЛ.
- 1954—1955 — виборов приз «Везина Трофі» («Vezina Trophy») найкращого воротаря НХЛ.
- 1955 — зіграв у грі «All-Star» в складі команди Національної Хокейної Ліги (НХЛ).
- 1956 — зіграв у грі «All-Star» в складі команди Національної Хокейної Ліги (НХЛ).
- 1959 — зіграв у грі «All-Star» в складі команди Національної Хокейної Ліги (НХЛ).
- 1958—1959 — входить в другу команду «All-Star» НХЛ.
- 1963 — зіграв у грі «All-Star» в складі команди Національної Хокейної Ліги (НХЛ).
- 1962—1963 — входить в другу команду «All-Star» НХЛ.
- 1964 — зіграв у грі «All-Star» в складі команди Національної Хокейної Ліги (НХЛ).
- 1964—1965 — виборов (разом з Джоні Бовером) приз «Везина Трофі» («Vezina Trophy») найкращого воротаря НХЛ.
- 1966—1967 — переможець Кубка Стенлі в складі «Toronto Maple Leafs» в сезоні 1966—1967 років.
- 1968 — зіграв у грі «All-Star» в складі команди Національної Хокейної Ліги (НХЛ).
- 1970 — Записаний рекорд Національної Хокейної Ліги (НХЛ) з кількості проведених «на сухо» (shutouts) ігор за всю кар'єру (1950—1970) — 103 shutouts
- 1971 — нагороджений (посмертно) «Lester Patrick Trophy»
- 1971 — занесений (посмертно) в Зал Слави Хокею — Національної Хокейної Ліги (НХЛ).